# Erwin von Esmarch
Erwin von Esmarch (* 12. März 1855 in Kiel; † 4. Februar 1915 in Göttingen) war ein deutscher Bakteriologe und Hygieniker.

## Leben
Als Sohn Friedrich von Esmarchs studierte er 1876–1880 an der Ruprecht-Karls-Universität Heidelberg, der Christian-Albrechts-Universität Kiel und der Kaiser-Wilhelms-Universität Straßburg Medizin. Dort wurde er 1881 zum Dr. med. promoviert. Von 1882 bis 1884 war er Assistent bei dem Ophthalmologen Karl Schweigger, von 1885 bis 1891 bei Robert Koch in Berlin. 1890 habilitierte er sich an der Charité für Hygiene. Die Albertus-Universität Königsberg berief ihn 1891 als Extraordinarius. 1897 erhielt er ihren Lehrstuhl. Zwei Jahre später folgte er dem Ruf der Georg-August-Universität Göttingen als Nachfolger von Gustav Wolffhügel. Er widmete sich besonders der Desinfektion und der Hygiene in Privathaushalten und Schulen. Als Erster kultivierte er das photosynthetische Proteobakterium Rhodospirillum rubrum.
Verheiratet war Esmarch seit 1883 mit Else Ravené, die 1887 die Tochter Louise Henriette Amelie zur Welt brachte. Nach dem frühen Tod seiner Frau heiratete er am 29. November 1892 in Naumburg (Saale) Elvire von Voigts-Rhetz (* 1868), Tochter des preußischen Generals der Artillerie Julius von Voigts-Rhetz. Esmarch starb mit 60 Jahren und überlebte seinen Vater nur um sieben Jahre. Nach seinem Tod und dem Ende des Ersten Weltkrieges musste seine Frau die Göttinger Villa Am Goldgraben 14 in Göttingen verkaufen.